# Eva Vítečková

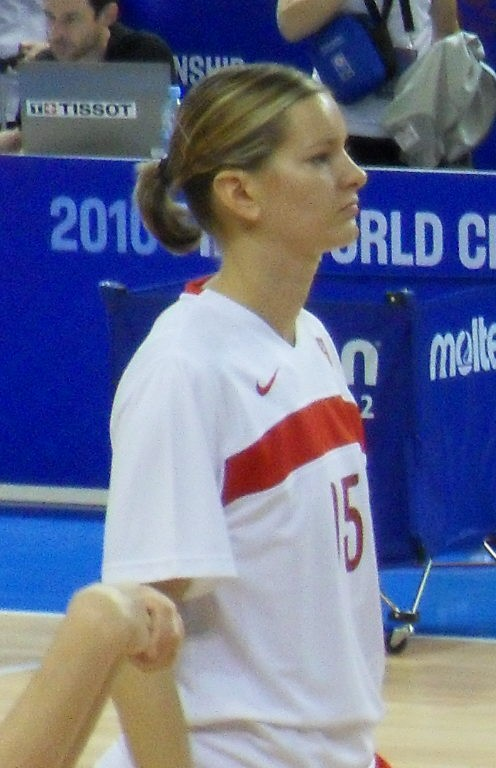
Eva Vítečková (2010)

Eva Vítečková (* 16. Januar 1982 in Nové Město na Moravě) ist eine tschechische Basketballspielerin.
Die 1,90 m große Power Forward spielte bis 1999 bei TJ ŽĎAS Žďár nad Sázavou und steht seitdem beim tschechischen Spitzenclub Gambrinus Sika Brno unter Vertrag, mit dem sie 2006 Meister der Euroleague Women wurde.
Die Nationalspielerin wurde mit ihrem Team Fünfte bei den Olympischen Spielen 2004 in Athen und gewann mit den Tschechinnen die Europameisterschaft 2005 in der Türkei.
Die tschechische Basketballspielerin des Jahres 2006 erzielte in der Saison 2006/07 durchschnittlich 16,5 Punkte pro Spiel und erreichte eine Dreierrate von 53,6 Prozent.